# Saxomat
Saxomat – podciśnieniowe urządzenie sterujące stosowane do automatycznego wyłączania sprzęgieł odśrodkowych, wyróżniające się elektrycznym włącznikiem, działającym w momencie uchwycenia w rękę dźwigni zmiany biegów. Urządzenie "Saxomat", stosowane w samochodach "DKW 3=6", "Ford Taunus 15M i 17M" i innych, umożliwia pełną automatyzację sprzęgła, a więc tzw."dwupedałowe" sterowanie samochodu.